# Hólmar Örn Eyjólfsson
Hólmar Örn Eyjólfsson (* 6. srpna 1990, Sauðárkrókur) je islandský fotbalový obránce či záložník a reprezentant, který v současnosti působí v norském klubu Rosenborg BK (k listopadu 2015).
Hraje na pozici defenzivního středopolaře či pravého beka.
Jeho otcem je Eyjólfur Sverrisson, bývalý islandský fotbalista a později trenér.

## Klubová kariéra
- UMF Tindastóll (mládež)
- Handknattleiksfélag Kópavogs (mládež)
- Handknattleiksfélag Kópavogs 2007–2008
- West Ham United FC 2008–2011
- →  Cheltenham Town FC 2009 (hostování)
- →  KSV Roeselare 2010 (hostování)
- VfL Bochum 2011–2014
- Rosenborg BK 2014–

## Reprezentační kariéra
Eyjólfsson hrál za islandské mládežnické reprezentační výběry U17, U19 a U21.
V A-mužstvu Islandu debutoval 30. 5. 2012 v přátelském utkání v Goteborgu proti reprezentaci Švédska (prohra Islandu 2:3).